# Александар Маринчић
Александар Маринчић (Сињ, 9. јун 1933 — Београд, 12. мај 2011) био је академик, професор Електротехничког факултета у Београду.

## Биографија
Од 1935. стално живео у Београду. Основну и средњу школу завршио је у Београду као и студије електротехнике 1956. као најбољи студент у генерацији. Магистрирао 1957, а докторат одбранио 1963. у Шефилду, Енглеска. Асистент је постао 1958, доцент 1965, ванредни професор 1974, а редовни од 1980. године. У међувремену је као експерт УНЕСКО-а радио у Анкари као и на Електротехничком факултету у Нишу и Новом Саду.
За дописног члана Српске академије наука и уметности изабран је априла 1991, а за редовног октобра 2000.
Држао је предавања из следећих предмета:  Мерења у телекомуникацијама, Основи телекомуникација, Пренос података, Оптоелектронске телекомуникације, Светловоди Микроталасна техника.
Аутор је око 200 радова из области микроталаса и оптоелектронике. Проучавао је живот и дело Николе Тесле и о њему написао већи број текстова и књига и био уредник Изабраних дела Николе Тесле у 7 томова.
Био је директор Музеја Николе Тесле од 1982. до 1996. године.
Био је Председник Програмског Одбора Телекомуникационог форума ТЕЛФОР.

## Награде
- Годишња награда РТБ-а,
- Повеља савеза инжењера,
- Плакета за изузетан допринос развоју електронског факултета у Нишу и друге.